# Allaiocerus metallicus
Allaiocerus metallicus là một loài bọ cánh cứng trong họ Cerambycidae. Chúng thuộc chi đơn loài Allaiocerus.